# 940
940 (CMXL) fue un año bisiesto comenzado en miércoles del calendario juliano, en vigor en aquella fecha.

## Nacimientos
- Brian Boru Gran Rey de Irlanda.
- Notker de Lieja, religioso suizo.
- Enrique III, duque de Carintia.